# Abborrtjärnarna (By socken, Dalarna)
Abborrtjärnarna är en sjö i Avesta kommun i Dalarna och ingår i Dalälvens huvudavrinningsområde. Sjöns area är 0,06 kvadratkilometer och den är belägen 143 meter över havet.